# Димітріос Каллергіс
Димі́тріос Калле́ргіс (грец. Δημήτριος Καλλέργης 1803, Острів Крит, Османська імперія — 24 квітня 1867, Афіни, Греція) — грецький генерал і політичний діяч.

## Біографія
Отримав виховання у Санкт-Петербурзі, потім вивчав у Відні медицину.
З початком Грецької війни за незалежність Калле́ргіс вирушив у Грецію і хоробро бився під командуванням Георгіоса Караїскакіса.
Пізніше був ад'ютантом президента Іоанна Каподістрії. Як командувач одного з кавалерійських загонів в Афінах він сприяв мирній революції у вересні 1843 року (повстання 3 вересня), проте у 1845 році, після зміни влади у Греції, змушений був поїхати у вигнання в Лондон.
У 1848 році Калле́ргіс здійснив невдалу спробу військового перевороту в Греції, змушений був знову втікати, на цей раз у Париж.
Звідти він був викликаний на батьківщину у 1854 році, з початком Кримської війни, і обійняв пост військового міністра у кабінеті Александроса Маврокордатоса — втім, ненадовго.
Останнім значним злетом кар'єри Калле́ргіса було його призначення у 1861 році повноважним послом у Париж — цей пост він використовував для того, щоб забезпечити французьку підтримку для зміщення з трону  короля Греції Оттона I та утвердження в Греції династії Глюксбургів.